# Kurt Grimm (Rechtsanwalt)
Kurt Grimm (* 5. Mai 1903 in Wien; † 20. September 1984 ebenda) war ein österreichischer Rechtsanwalt und Wirtschaftsberater und galt über Jahrzehnte als „Graue Eminenz“ der österreichischen Creditanstalt.

## Leben
Kurt Grimm wurde nach dem Zeugnis von Heinrich Treichl durch dessen Onkel Rudolf von Gutmann, einen Teileigentümer der Rothschild’schen Witkowitzer Eisenwerke in Mährisch-Ostrau und Verwaltungsrat der CA, in die Welt der Hochfinanz eingeführt. Gutmann ließ sich zu Anfang der Weltwirtschaftskrise von dem jungen Anwalt, der damals noch in der Kanzlei seines Vaters tätig war, persönlich beraten. Eine ähnliche persönliche Beraterfunktion übte Kurt Grimm für den in der Krise von 1931 berufenen Vorstandsdirektor der CA Josef Joham aus. Diese verstärkte sich, als Joham 1936–38 erstmals als Generaldirektor der Creditanstalt berufen wurde, und sie brach auch während des Zweiten Weltkrieges nicht ab. Der 1938 in die Schweiz emigrierte Grimm verfügte über beste Kontakte zum amerikanischen Geheimdienst OSS und zu Allen Dulles, und über ihn scheinen ab 1943 die Berichte des nach wie vor auf Vorstandsebene der CA tätigen Joham über die wirtschaftliche Lage im kriegführenden NS-Deutschland an den OSS gelaufen zu sein.
Nach dem Krieg leitete Joham wieder, zunächst als öffentlicher Verwalter, dann als Generaldirektor die Creditanstalt – und der 1945 nach Wien zurückgekehrte Kurt Grimm war über Jahrzehnte als Konsulent (mit einem Büro nach Art eines Vorstandsmitglieds) in der Bank tätig – nicht nur während der Ära Joham (bis 1959), sondern auch unter dessen Nachfolgern Erich Miksch und Heinrich Treichl. Darüber hinaus galt Kurt Grimm als enger Freund und Wirtschaftsberater von Bruno Kreisky, also, nach einem von Treichl in seinen Memoiren zitierten Wort von Guido Schmidt-Chiari, als „Eminence rose“.
Grimm soll mit seinen engen Kontakten zu dem Investmentbanker Siegmund G. Warburg (London) die vorrangige Stellung des Hauses Warburg bei der Begebung der österreichischen Auslandsanleihen  mit befestigt haben.
Kurt Grimm gehört zu den am wenigsten bekannten aber einflussreichsten Akteuren der österreichischen Wirtschaftspolitik nach 1945. Er war zeitweilig Besitzer der so genannten Präsidentenvilla in Döbling. Eleanor Dulles vermerkte 1948 über seine Beziehung zu Josef Joham:
„Joham and Grimm work together closely and there is discussion as to the integrity of some of their transactions and also an element of doubt as to who runs whom.“
(Zitiert nach: Oliver Rathkolb: Ungeschriebene Geschichte... In: Gerald D. Feldman, Oliver Rathkolb, Theodor Venus, Ulrike Zimmerl: Österreichische Banken und Sparkassen im Nationalsozialismus und in der Nachkriegszeit, Band 1: Creditanstalt-Bankverein, Wien 2006, S 690).
Er wurde am Döblinger Friedhof bestattet.